# Ingrid Ekbom
Ingrid Ekbom, född 26 maj 1909 i Göteborg, död 16 juli 1948 i Stockholm, var en svensk målare, tecknare, kartograf och grafiker.
Hon var dotter till doktor Carl Ekbom och Elisabeth Möller. Ekbom studerade vid Slöjdföreningens skola i Göteborg 1926–1930 och för Edward Berggren i Stockholm 1931–1932 och för Eric Hallström vid Hjorth och Möllenbergs skulpturskola 1933. Hon var därefter anlitad av Riksmuseet i Stockholm för vetenskapligt ritningsarbete fram till att hon anställdes som kartritare vid Sveriges geologiska undersökning 1940.